# تحصیل حاصل‌پور
تحصیل حاصل‌پور (به انگلیسی: Hasilpur Tehsil) یک تحصیل در پاکستان است که در پنجاب واقع شده‌است. تحصیل حاصل‌پور ۳۱۷٬۵۱۳ نفر جمعیت دارد.